# ヤコブを祝福するイサク (ホーファールト・フリンク)
『ヤコブを祝福するイサク』（ヤコブをしゅくふくするイサク、蘭: Isaak zegent Jakob、英: Isaac Blessing Jacob）は、17世紀オランダ黄金時代の画家で、レンブラントの弟子の1人、ホーファールト・フリンクが1638年にキャンバス上に油彩で制作した絵画である。旧約聖書のイサクとヤコブの物語を主題としている。作品は現在、目録番号「SK-A-110」を付けられて、アムステルダム国立美術館に所蔵されている。

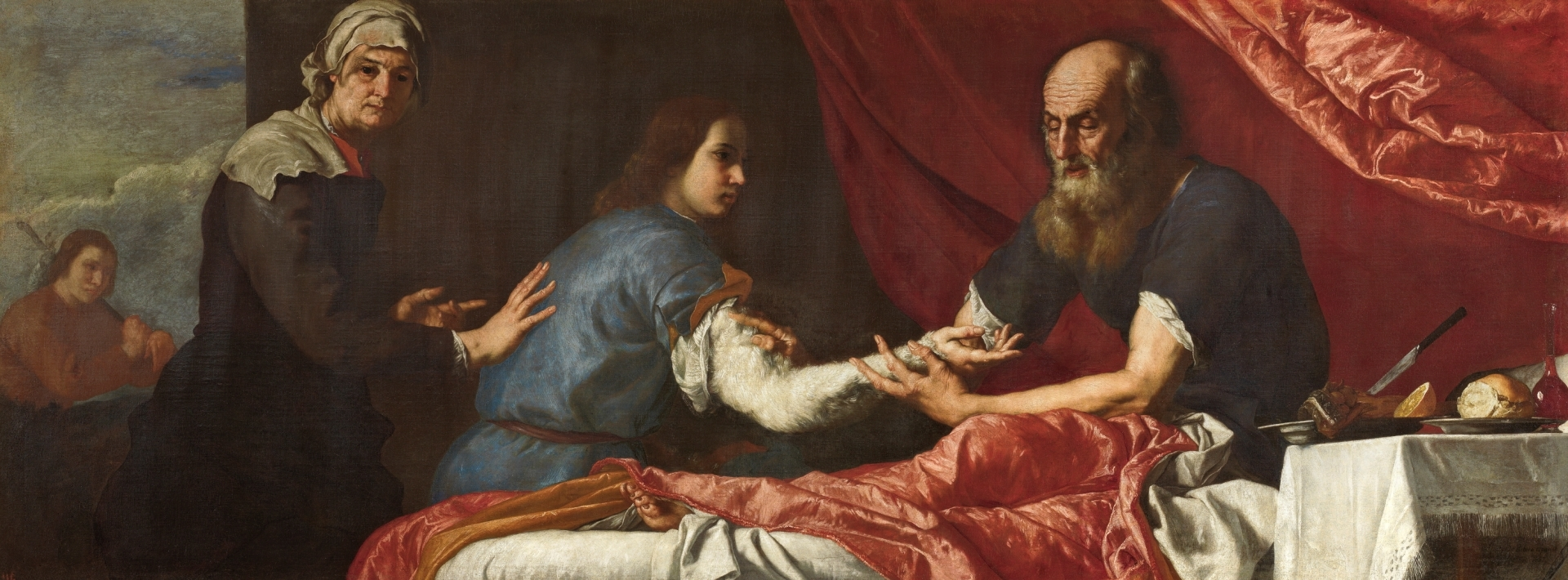
ホセ・デ・リベーラ『イサクとヤコブ』、1637年、プラド美術館、マドリード

イサクの息子ヤコブは、母のリベカにそそのかされ、兄のエサウに与えた一杯のスープと引き換えにエサウからイサクの跡継ぎとしての座を奪う。本作に描かれているのは、リベカとヤコブの計略を見抜けない盲目のイサクが後継ぎとして祝福するため片手を上げ、もう一方の手でヤコブの手を触っているところである。エサウの手は毛深かったので、ヤコブはリベカら与えられた山羊の皮の手袋で自分の手を覆っている。リベカは背後からイサクとヤコブを見ている。
この絵画の様式は、フリンクが修業をしたレンブラントの様式を想起させるものである。フリンクはレンブラントの工房を去って、3年後にこの聖書の物語を描いた。なお、17世紀にこの主題は頻繁に描かれ、同時代のスペインの画家ホセ・デ・リベーラも、本作とほぼ同じ時期に同主題の作品を描いている。